# Copa CECAFA 1996
La Copa CECAFA 1996 fue la 22.ª edición de este torneo de fútbol a nivel de selecciones nacionales organizado por la CECAFA y que contó con la participación de 6 selecciones provenientes de África Central y África Oriental, con el detalle de que Sudán compitió con 2 equipos.
Uganda venció a Sudán B en la final disputada en Jartum, Sudán para coronarse campeón por séptima ocasión.

## Fase de grupos

### Grupo A
| Nación   | Pts | J | G | E | P | GF | GC | GD |
| -------- | --- | - | - | - | - | -- | -- | -- |
| Sudán    | 4   | 2 | 1 | 1 | 0 | 4  | 3  | +1 |
| Uganda   | 4   | 2 | 1 | 1 | 0 | 2  | 1  | +1 |
| Tanzania | 0   | 2 | 0 | 0 | 2 | 2  | 4  | -2 |

| Nación 1 | Nación 2 | Resultado |
| -------- | -------- | --------- |
| Uganda   | Sudán    | 1-1       |
| Tanzania | Uganda   | 0-1       |
| Sudán    | Tanzania | 3-2       |

### Grupo B
| Nación   | Pts | J | G | E | P | GF | GC | GD |
| -------- | --- | - | - | - | - | -- | -- | -- |
| Kenia    | 7   | 3 | 2 | 1 | 0 | 3  | 1  | +2 |
| Sudán B  | 4   | 3 | 1 | 1 | 1 | 2  | 2  | 0  |
| Zanzíbar | 4   | 3 | 1 | 1 | 1 | 3  | 3  | 0  |
| Ruanda   | 1   | 3 | 0 | 1 | 2 | 2  | 4  | -2 |

| Nación 1 | Nación 2 | Resultado |
| -------- | -------- | --------- |
| Sudán B  | Zanzíbar | 1-2       |
| Kenia    | Ruanda   | 2-1       |
| Sudán B  | Kenia    | 0-0       |
| Zanzíbar | Ruanda   | 1-1       |
| Kenia    | Zanzíbar | 1-0       |
| Ruanda   | Sudán B  | 0-1       |

## Semifinales
| Equipo 1 | Resultado | Equipo 2 |
| -------- | --------- | -------- |
| Uganda   | 2-0       | Kenia    |
| Sudán    | 1-2       | Sudán B  |

## Tercer lugar
| Equipo 1 | Resultado   | Equipo 2 |
| -------- | ----------- | -------- |
| Sudán    | 1-1 (5-4 p) | Kenia    |

## Final
| Equipo 1 | Resultado | Equipo 2 |
| -------- | --------- | -------- |
| Uganda   | 1-0       | Sudán B  |

## Campeón
| Copa CECAFA 1996  |
| ----------------- |
| Bandera de Uganda |
| Uganda 7º Título  |